# 扬斯维尔 (路易斯安那州)
扬斯维尔（英語：Youngsville），是美国路易斯安那州下属的一座城市。根据2010年美国人口普查，该市有人口8,105人。建置上，属于“city”。